# Robert Kidston
Robert Kidston, född 29 juni 1852, död 13 juli 1924, var en brittisk växtpaleontolog.
Robert Kidston bedrev ursprungligen affärsverksamhet, och var under kortare tid demonstrator vid Edinburghs universitets botaniska institution. Kidston var en framstående kännare av paleozoiska floror, vilka han ägnade ett 40-årigt intensivt studium. Särskilt behandlade han karbonperiodens växtvärld. Tillsammans med William Henry Lang publicerade Kidston ytterst värdefulla undersökningar rörande den äldsta kända landfloran från Skottlands mellandevon.